# Батьківщина (газета, Петропавловськ-Камчатський)
Батьківщина — українська щомісячна газета у Петропавловську-Камчатському, орган Національно-культурної автономії українців Камчатки. 

## Історія
Почала виходити 27 березня 1998 року раз на один-два місяці як сторінка у міській газеті «Петропавловск» — Вісник Національно-культурної автономії українців Камчатки накладом 50 000 примірників, про що було досягнуто угоди між В. Манжосом та редактором газети «Петропавловск» Борисом Павліченком. У 1998–99 роках вийшло 6 випусків.
21 вересня 2000 року була офіційно зареєстрована щомісячна газета «Батьківщина», що мала виходити українською та російською мовами. Два перших числа вийшли під версткою Б. Павліченка та його дружини Олени Бувайло, наступні цілком готувала Е. Познякова. Газета відображає життя Камчатського краю та камчатських українців, друкує інформацію про життя української громади та про українців, які зробили значний внесок у розвиток Камчатки, подає новини з України, без упередженості розповідає про політичну ситуацію в Україні, уміщує матеріали про її історію, культуру та визначних діячів, про народні традиції та звичаї, національну кухню. Публікує уривки з праць українських істориків, юридичні матеріали тощо. Найпопулярніші розділи — «Невідома Україна», «Українці на Камчатці», сторінка гумору, «Дитячий куточок».
Постійні автори — члени правління НКАУ Камчатки, вчителі та учні українського класу, активісти громади. В газеті друкувалися вірші та статті В. Сергєєва, Ніли Висоцької, яка вела сторінку «Вітер з України», історичні матеріали В. Кравченка, який вів сторінку «Українці на Камчатці», Е. Познякової, О. Петрук, М. Сидорик, Л. Плюшко, С. Кривуци. Тамара Ступіна вела рубрику «Ази православ'я»; Є. Ханін — рубрику «У діда Євгена», Євген Герасименко — історичну рубрику. Обов'язки коректорів виконували Валентина Зуфарова, Т. Ступіна, О. Петрук, М. Сидорик. Активну участь у виданні газети також брали В. Манжос, В. Пилипчук, професійні журналісти О. Кришталь та Володимир Балтак, Валентина Кришталь. Газета готувалася безкоштовно, друк здійснювався за кошт спонсорів (Ю. Гуляк, В. Сахненко, А. Поліщук, Е. Бондарєв, В. Сергєєв, родини Атрощенко, Пацвьо, Струк, Галицьких тощо). Завдяки наполегливості членів Правління НКАУ та редакційної ради газету було внесено до каталогу передплатних видань Камчатської області. Тому з 2003 року для її видання адміністрація Камчатської області змушена була виділяти кошти відповідно до Федерального закону РФ «Про друк». Головна фінансова допомога для видання газети надійшла в 2003—2004 роках з Держкомнацміграції України. Однак у 2005 році фінансування припинилося, проте громада продовжує видавати газету за кошти передплати (понад 300 передплатників) та спонсорської допомоги українців Камчатки. Від 2009 року через фінансові труднощі газета виходить нерегулярно — раз на 3-4 місяці.
Обсяг газети — 1 друкований аркуш. Наклад — спочатку 2 тис. примірників, з 2003 року — 1 тис. Частина тиражу передається безкоштовно в бібліотеки, решта йде в продаж. До складу редакційної ради входили: Е. Познякова, В. Сергєєв, В. Манжос, Є. Ханін, Т. Ступіна, О. Петрук, В. Пилипчук, О. Кришталь, М. Сидорик, С. Малий. Редактори — Б. Павліченко (два перших числа), Е. Познякова (1998—2003), О. Кришталь (2003—2006), С. Малий (від 2006).